# Cucumbertown
Cucumbertown — колишня платформа для фуд-блогів. Знаходилася в Пало-Альто, Каліфорнія, створена Черіаном Томасом, Крісом Люшером, Аруном Прабхакаром та Деном Хауком. Компанію придбрано японською мережею для рецептів CookPad у червні 2015 року.
Платформа закрилася 2016 року.

## Історія
Cucumbertown створено 2012 року працівником Zynga Черіаном Томасом, Крісом Люшером, який працював у фірмі з веброзробки Information Architects, інженером програмного забезпечення Аруном Прабхакаром, та Даном Хауком, дизайнером з Tumblr. Томас, який проживав в Бангалорі, був захоплений їжею, тому записував свої думки щодо рецептів і систематично їх публікував. Списавшись з Крісом Люшером, який проживав у Цюриху і розділив пристрасть до кулінарії Томаса, Черіан знайшов в його особі ділового партнера. Томас приєднав до проекту знайомого Аруном Прабхакара та Дена Хаука. Cucumbertown це назва міфічного міста (വെള്ളരളരക്ാപാപ്പട്ടണം) у мові малаялам. Більшість засновників компанії, (команда з 4 осіб з 3 континентів), ніколи не зустрічалисявживу до початку запуску компанії. Ден Хаук залишив Cuckumtown у серпні 2013 року.
2012 року проект отримав $300 тис. інвестицій Серед інвесторів були Навал Равікант з AngelList, Пол Сінгх з 500 Startups, співзасновник Farmville Шізао Зао Янг, засновник MightyText Манеш Арора та інші. У 2014 році відбувся 2-й раунд інвестицій від Ludlow Ventures.
Компанія мала індійську дочірню компанію та два відділення: в Пало-Альто та Бангалорі, Індія.
У жовтні 2014 року Cucumbertown, випустив RecipeWriter — інструмент для додавання рецептів. З кінця 2014 року компанія намагалася стати платформою для фуд-блогінгу.
У червні 2015 року було оголошено, що Cucumbertown, єдину платформу для фуд блогів у світі, було придбано японською мережею рецептів, CookPad за неназвану суму.